# Schwingen (sport)

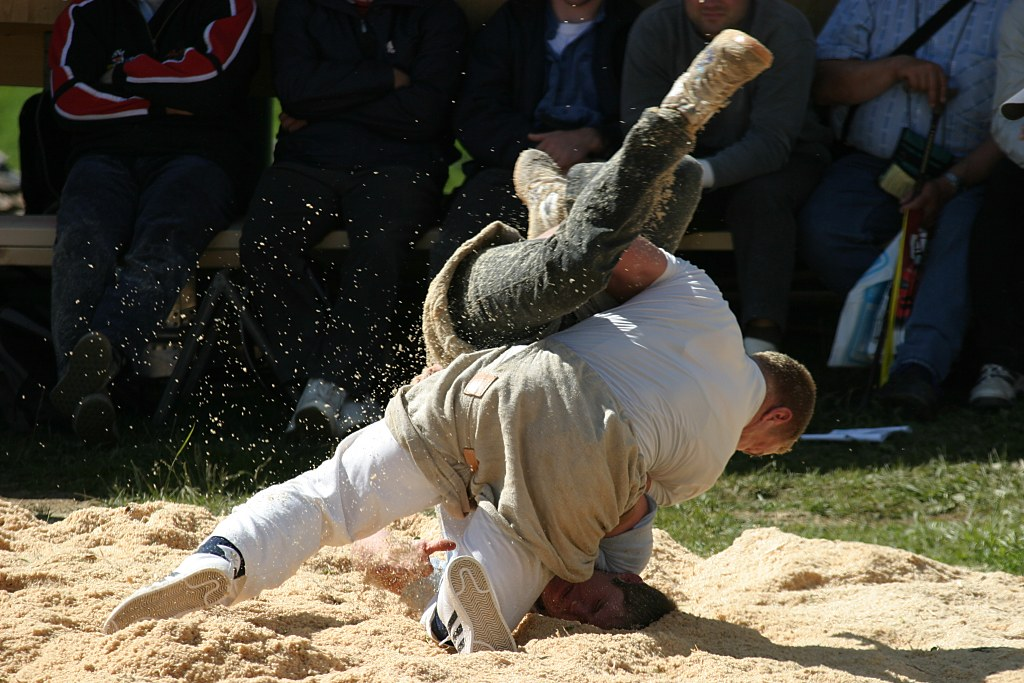
Een worp tijdens het schwingen

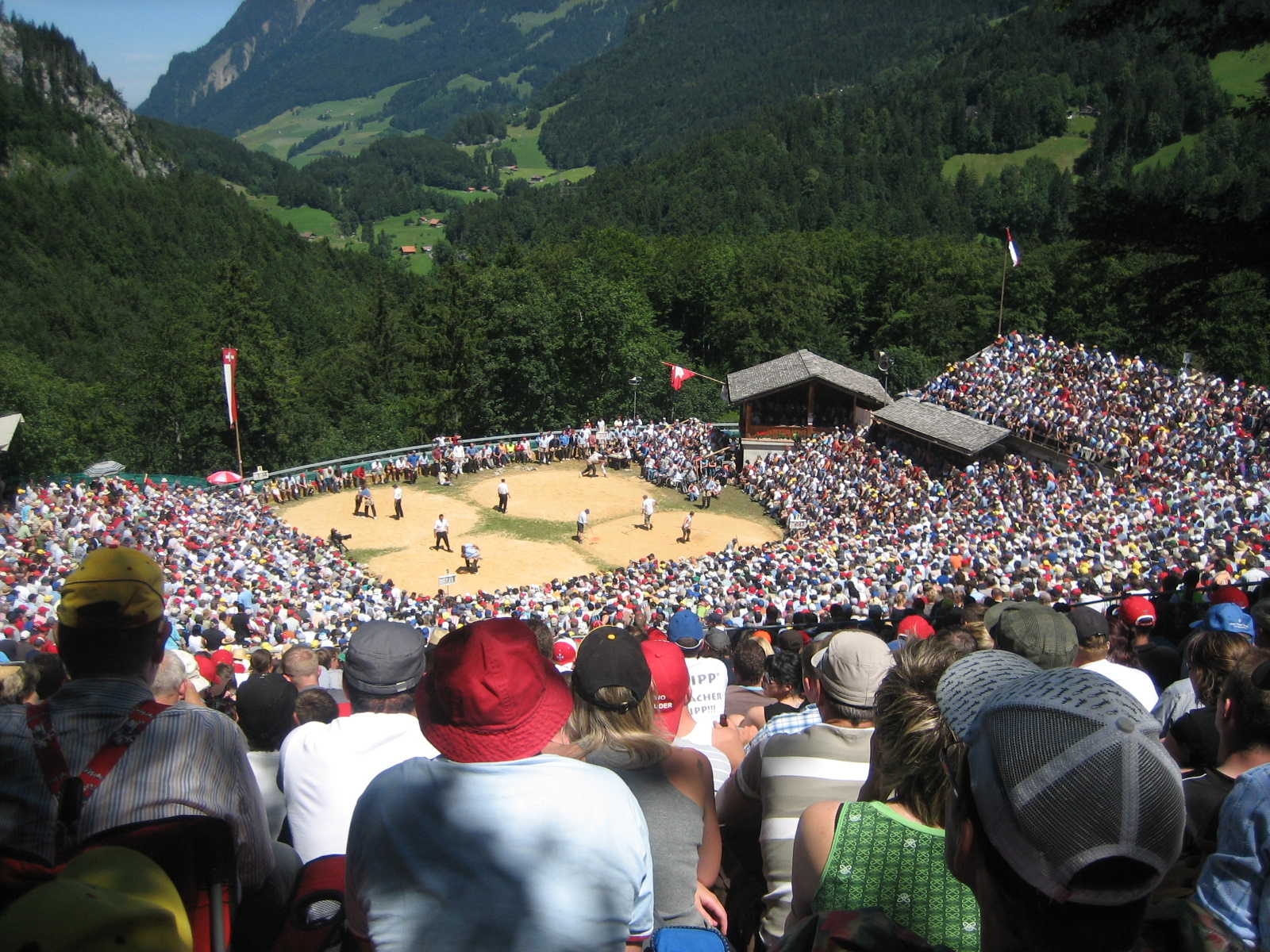
Brünigschwinget 2009: jaarlijks toernooi op de Brünigpas

Schwingen (Frans: Lutte suisse) is een nationale Zwitserse sport en is een variant op het worstelen.
De sport wordt uitgevoerd in een ring van zaagsel die een doorsnede heeft van 7 tot 14 meter. De wedstrijd wordt uitgevoerd met twee deelnemers. Beide deelnemers dragen een korte broek van jute. Het doel van deze sport is de tegenstander met beide schouderbladen gelijktijdig binnen de ring in het zaagmeel te drukken, waarbij echter een van de handen de jute broek van de tegenstander vasthoudt. Veel van de uitgevoerde worpen zijn ook terug te vinden in andere vechtsporten als judo. De namen van deze worpen zijn onder andere "Kurz", "Übersprung", "Brienzer", "Hüfter", "Buur" of "Wyberhaagge".
Er zijn geen gewichtsklassen, zodat lange en zware mannen duidelijk in het voordeel zijn.
De wedstrijd wordt beoordeeld door 3 scheidsrechters, waarvan een in de ring. De wedstrijd duurt normaliter 10 tot 12 minuten; de duur wordt echter bepaald door de wedstrijdleiding. De hoogste punten krijgt men bij een gevecht, waarbij een worp de winst brengt (10 punten). Indien de winst wordt verkregen door de tegenstander met de schouders in het zaagsel te drukken, dan krijgt men minder punten. Bij winst worden de punten 9,25 tot 10 verdeeld. Bij gelijkspel worden de punten 8,25 tot 9 uitgedeeld, waarbij het verschil maakt of de wedstrijd attractief was en deelnemers meer of minder actief waren. Het verliezen van een wedstrijd levert het puntenaantal van 8 tot 8,75 op.
Een toernooi bestaat uit vijf wedstrijden, behalve bij het Eidgenössischer Schwing- und Älplerfest waarbij zeven wedstrijden in de voorronde worden doorgevoerd. De slotronde wordt gehouden door de twee deelnemers met het hoogste puntenaantal. De winnaar van het toernooi wordt gekroond tot Schwingerkoning en wordt doorgaans beloond met prijzen in natura, zoals vee of meubels. De hoogstgeëindigde deelnemers worden geëerd met een krans in de ceremonie aan het einde van het toernooi.
De top van de carrière van een schwinger is het winnen van het Eidgenössischer Schwing- und Älplerfest (driejarig) en/of het Unspunnenfest (zesjarig).

## Geschiedenis
Op een afbeelding in de kathedraal van Lausanne uit de 13e eeuw is een afbeelding te zien van mannen die elkaar op een gelijkende wijze vasthouden. Het schwingen als onderdeel van de cultuur in de Alpen is terug te voeren tot rondom het jaar 1600. Op talloze feesten op het land en in de bergen was schwingen een vast bestanddeel van de activiteiten, waarbij de roem belangrijker was dan de prijs die men kon winnen. Aan het einde van de 19e eeuw verscheen de sport ook in de steden, waardoor een nationale sport ontstond. In 1895 werd het "Eidgenössischer Schwingverband" opgericht. In 1900 vond het eerste "Eidgössische Schwingfest" plaats.

## Puntentelling
Verloren resp. gewonnen is het gevecht, wanneer
- met de hele rug
- van het zitvlak tot het midden van beide schouderbladen
- of van de nek tot het midden van beide schouderbladen

de bodem beroerd wordt
Bij winst wordt vergeven: 9.50 - 10.00 punten
Onbeslist: 8.50 - 9.00 punten
Verloren: 8.25 - 8.75 punten
De punten worden vergeven door ringrechters, waarbij telt of je je passief of actief hebt geweerd.
10 punten worden meestal gegeven wanneer het gevecht door een worp wordt beëindigd.